# Дэни Филт
Дэ́ни Филт (англ. Dani Filth, настоящее имя — Дэниел Ллойд Дэйви, англ. Daniel Lloyd Davey; 25 июля 1973) — английский рок-музыкант, фронтмен, композитор, вокалист и основатель английской симфоник-блэк-метал группы Cradle of Filth.

## Биография
Дэниел Ллойд Деви (в будущем Дэни Филт) родился 25 июля 1973 года в Хертворде, Англия. Его отец Лоуренс Джон Дэйви, мать Сюзан Джанет Мур. Дэни — старший ребенок в семье. У Дэни есть две сестры, Аманда и Рэйчел, и брат, Филипп.
31 октября 2005 года Дэни женился на своей подруге Тони. У них есть дочь Луна Скарлетт (род. 8 февраля 1999 года).

## «Колыбель страха»
В 2001 он появился в малобюджетном фильме ужасов «Cradle of Fear» как Человек — нарушенный психопат, который мстит тем, кто посадил его отца в психбольницу. Фильм является продолжением сотрудничества режиссёра Чендона и группы Cradle of Filth.
Колыбель Страха разворачивает четыре истории, связанные нитью с заключенным в тюрьму детским убийцей.